# Tipula (Tipula) hungarica
Tipula (Tipula) hungarica is een tweevleugelige uit de familie langpootmuggen (Tipulidae). De soort komt voor in het Palearctisch gebied.